# Sauze di Cesana
 Sauze di Cesana (piemonti nyelven Sàuze 'd Cesan-a, okcitánul Le Saouze de Sezana)  egy olasz község a Piemont régióban, Torino megyében. A Susa-völgyben található, és a Susa- és Sangone-völgyi Hegyi Közösség részét képezi. 1962-ben tűzvész végzett itt nagy pusztítást.

## Fordítás
- Ez a szócikk részben vagy egészben  a   Sauze di Cesana című olasz Wikipédia-szócikk fordításán alapul.  Az eredeti cikk szerkesztőit annak laptörténete sorolja fel. Ez a jelzés csupán a megfogalmazás eredetét és a szerzői jogokat jelzi, nem szolgál a cikkben szereplő információk forrásmegjelöléseként.